# Yumi Matsutōya
Yumi Matsutōya (jap. 松任谷由実 Matsutōya Yumi; znana również jako Yuming (jap. ユーミン Yūmin), ur. 19 stycznia 1954 w Tokio) – japońska piosenkarka muzyki rockowej, kompozytorka, autorka tekstów i pianistka. Łączny nakład ze sprzedaży jej albumów i singli szacowany jest na liczbę certyfikowaną 26 milionów 350 tysięcy egzemplarzy. Niektóre źródła podają jednak, że ta liczba może wynosić 42 miliony egzemplarzy. Wydała dotychczas dwadzieścia jeden albumów studyjnych.
Prowadziła rozmowy z firmą Space Adventures i była kandydatką na uczestniczkę komercyjnego lotu w ramach Sojuz MS-20. Lot odbył się w grudniu 2021 – Yumi Matsutōya nie wzięła w nim udziału.